# CM-31裝甲車
CM-31是根據愛爾蘭添尼科技有限公司設計的 Mark 8 裝甲車，由中華民國開發的6X6輪型裝甲車。

## 開發歷史
自V-150S裝甲人員運輸車在1981年引進中華民國後，中華民國陸軍一直在引進更多更先進的輪型裝甲車中搖擺不定，1986年起戰車發展中心派遣李天明先生前往愛爾蘭添尼科技有限公司(Timoney Technology Limited of Ireland)學習，學成歸國後的成果，就是在1992年與1993年各完成一輛原型車，並直到1997年才正式公開CM-31 6X6輪型裝甲車。

## 設計
CM-31的車頭具有大斜面，防護力可抵抗俄製14.5毫米穿甲彈攻擊，對於雷達的反射也有一定的成果，帶一些匿蹤的性能。採用一具康明斯6CTA8.3型V6柴油發動機，最大出力350匹馬力，安置在可快速拆修的防震底座上，讓戰鬥重量達16噸的CM-31的最高路速可達每小時100公里。CM-31左側有三個步槍射口，右側有兩個，因被排煙管所佔據。內部步兵艙以面對面方式，各有5個單兵座位，因此CM-31可搭乘10員全副武裝的士兵，另外還有車長與駕駛各一員，而在駕駛艙與步兵艙之間的空間，必要時可再裝載3員士兵或一個攜帶通信裝備的士兵。
CM-31有獨立6輪懸吊系統搭配電腦胎壓自動管理，在越野時、在平面道路，都可發揮高平穩度的性能。因CM-31應具有浮渡性能，故在車尾兩側各有一具槳葉。
CM-31雖然外型與性能皆不比國外同級產品差，但中華民國陸軍還是沒下單量產，其主要原因之一是認為CM-31屬6X6規格，改裝空間不足，推敲起來，CM-31只能充當裝甲人員運輸車等任務，但中華民國陸軍擁有大量M113與CM-21裝甲車，又因精實案之故，並不缺乏此類裝甲車，中華民國陸軍與中華民國海軍陸戰隊真正需要的是能替補M-41與M-41D輕戰車的裝甲車，也就是以8X8規格搭配90或105毫米低膛壓砲的輪砲車，因此CM-31曇花一現，只停留在原型車階段。另一原因可能是沒有防地雷的功能，一旦前輪中雷即動彈不得。相較之下，8X8規格，任一輪胎中雷，整車仍然能行駛。CM-31項目一共生產4輛輪車，1985年第一波人員歸國後即著手研製了一部六輪試作練習車，具有TTL公司BDX輪式裝甲人員輸送車的痕跡，具有大面積前向觀察窗，即TTL的Timoney Mark 8，與VAB與遊騎兵比對修訂計畫後，又研制了兩輛原型車，並於1997年台北世貿航太展中首度亮相。其後又研制八輪樣車，並於2001年與皮蘭哈III型8×8輪式裝甲車作比對測試，這些經驗使得CM-32雲豹從立項到原型車出現僅花了一年時間。第二部原型車完成時已經是成熟的甲車，但因金融風暴及海空軍採購經費攤分造成資金排擠，一直到8輪試作完成，皆排不上年度預算採購，並非其他考量，TTL公司是重車獨立懸吊大廠，以六輪承載突擊砲並不是難事，也不是沒有案例。
CM-31原型車最後生產了兩台，一號原型車後擔任陸射天劍一型系統載具，改稱為捷羚防空飛彈系統，二號原型車在展示後由於中華民國總統府配置的V-150四輪裝甲車發生了漏水事件，因此中華民國陸軍將二號原型車稍作整備之後移交給中華民國總統府擔任中華民國元首緊急狀態時座駕。
CM-31曾經擔任陸射天劍一型捷羚防空飛彈系統載具，成為防空飛彈甲車，只是陸射天劍一型捷羚防空飛彈系統亦曾安裝在悍馬、中型載重車上測試，此後陸射天劍一型系統小量撥交給中華民國空軍防砲部隊時，是採用中型載重車為載具，CM-31衍生的防空飛彈甲車，也只能停止開發。

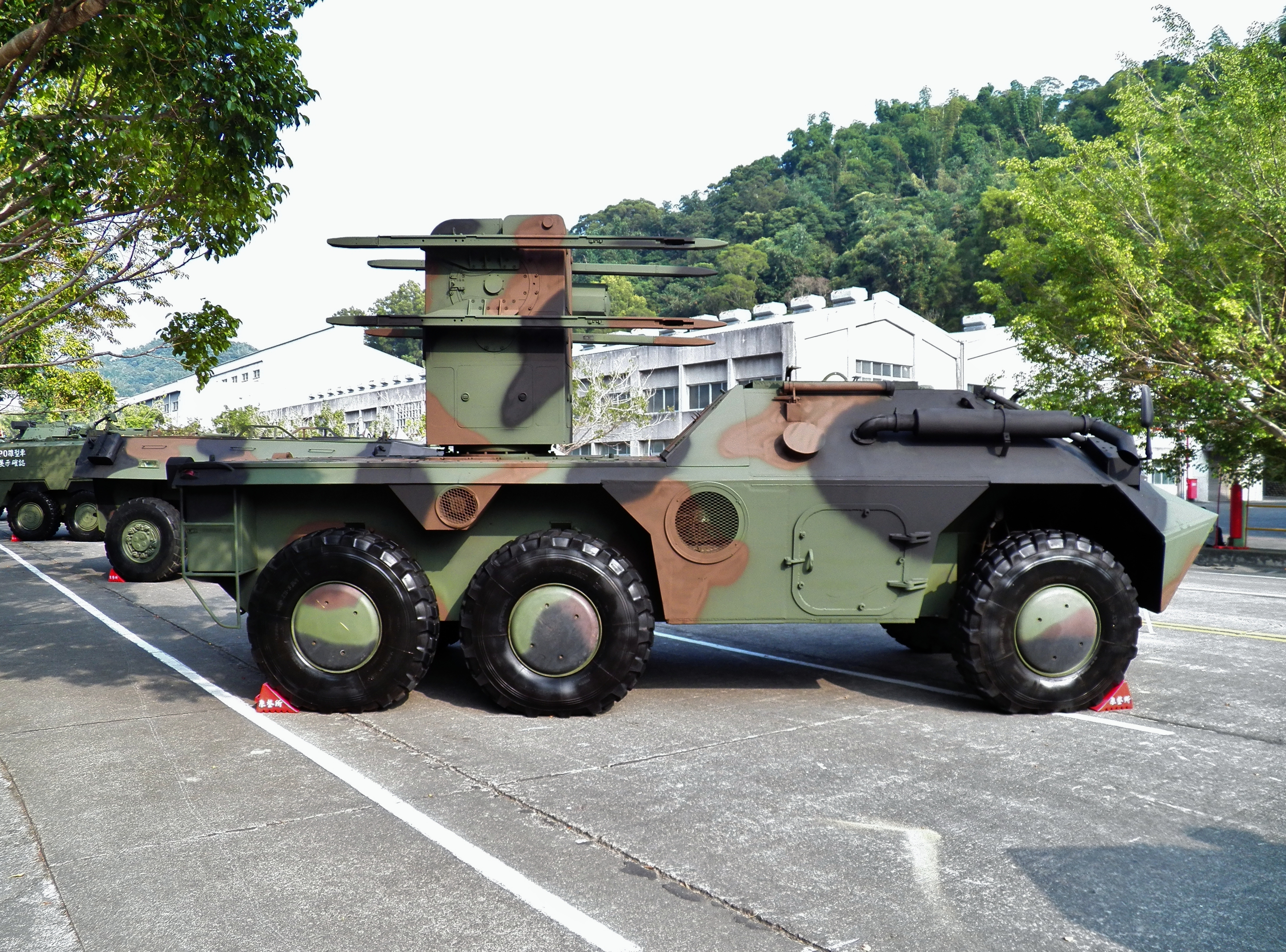
一號原型車（防空飛彈甲車）。
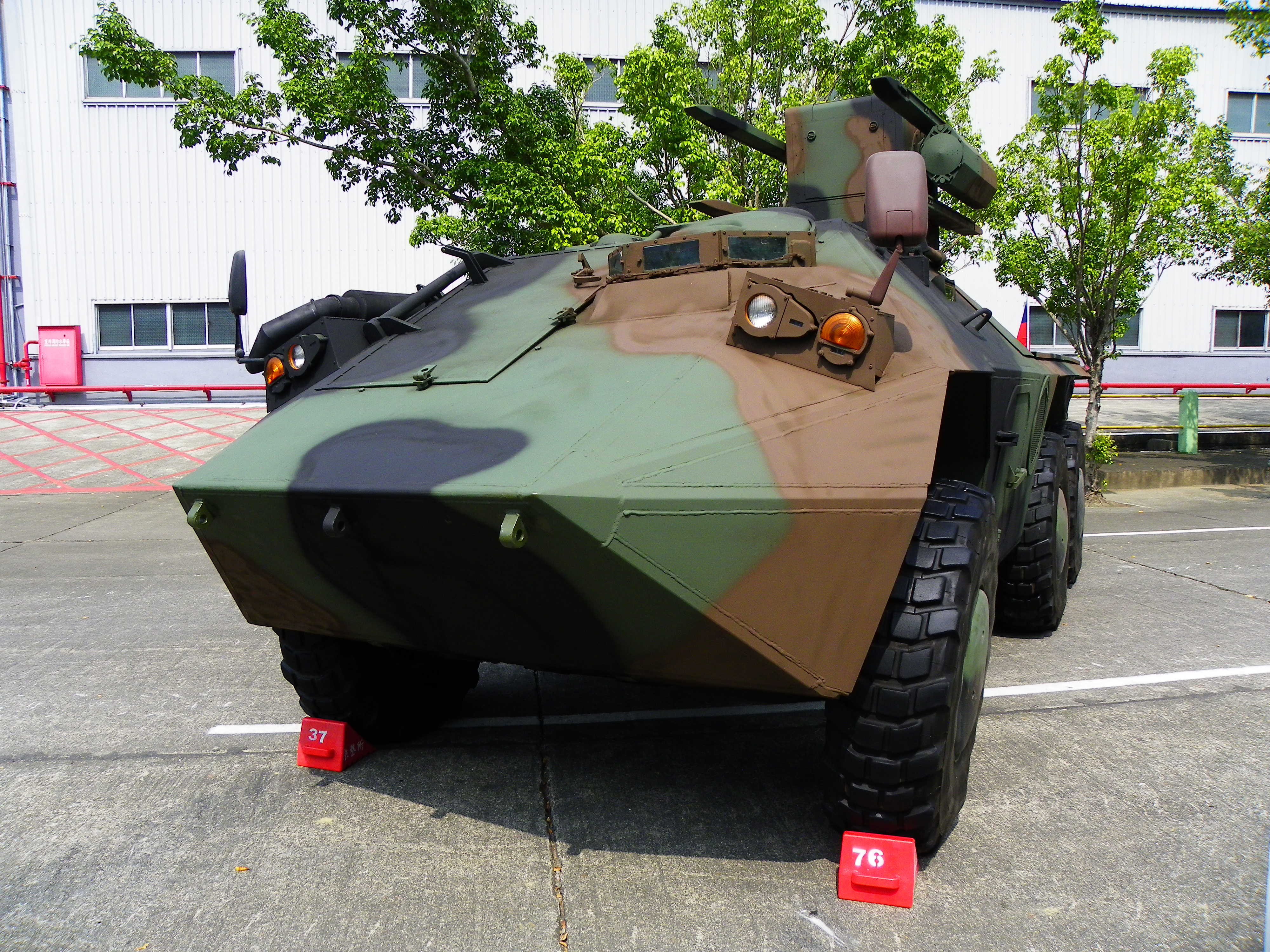
防空飛彈甲車車頭。
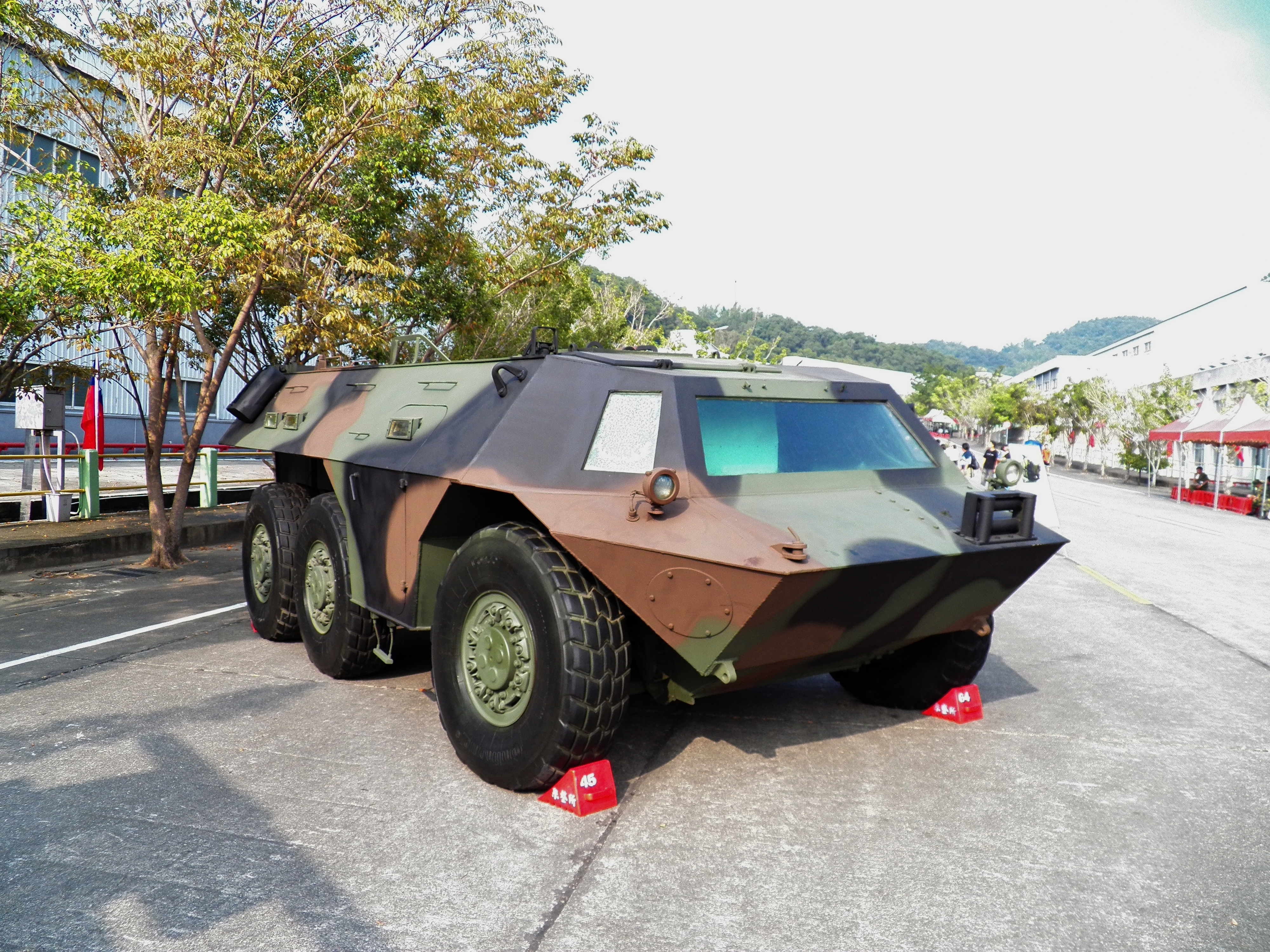
二號原型車（裝甲運兵車）。
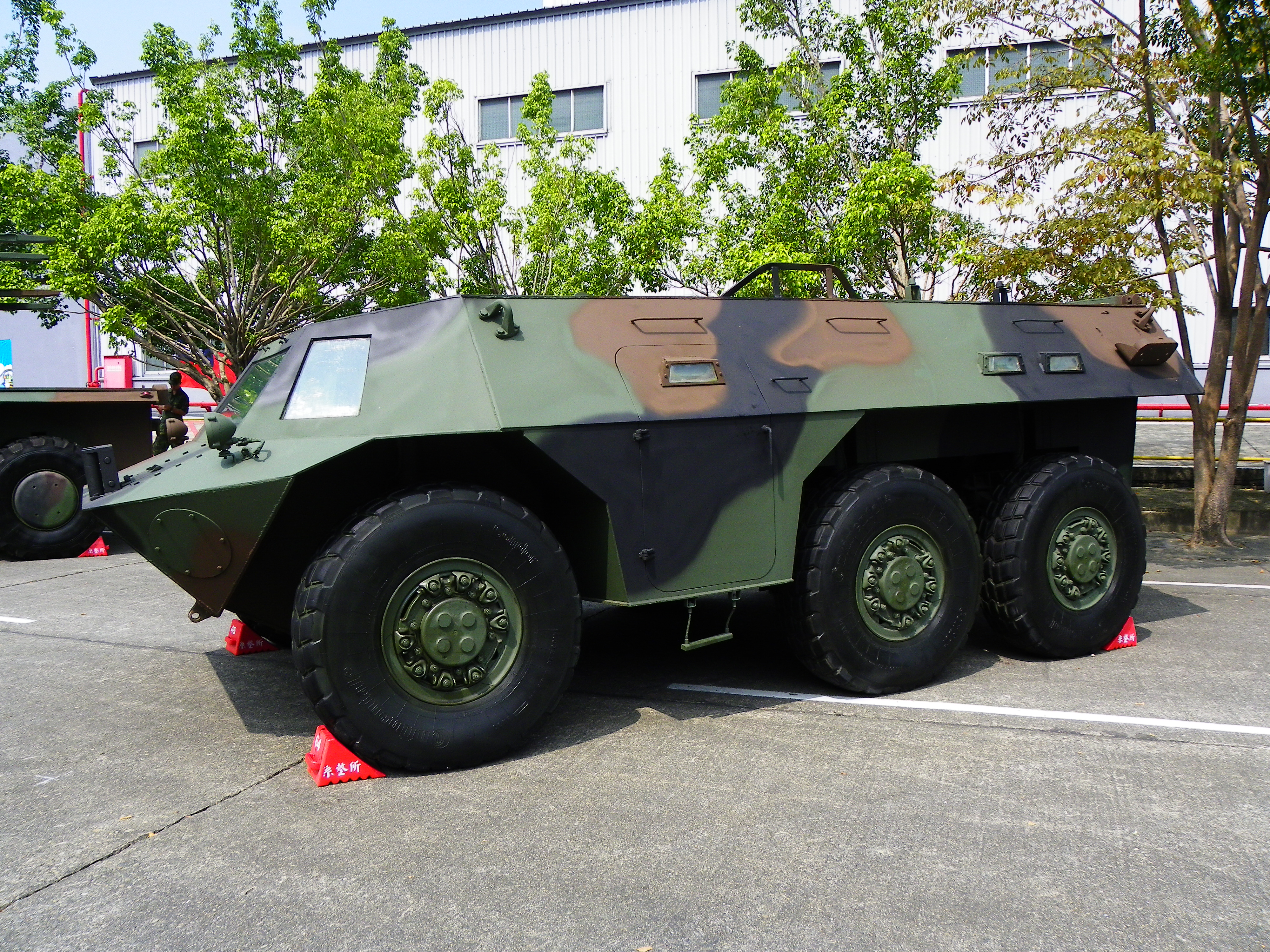
裝甲運兵車左側。

## 關連項目
- CM-32雲豹裝甲車
- AV-81裝甲車

## 外部連結
- MDC軍武狂人夢-CM-31（页面存档备份，存于）